# Julie Lunde Hansen
Julie Lunde Hansen, norveška alpska smučarka, * 29. marec 1972, Oslo, Norveška.
Ni nastopila na olimpijskih igrah ali svetovnih prvenstvih. V svetovnem pokalu je tekmovala šest sezon med letoma 1990 in 1995 ter dosegla dve uvrstitvi na stopničke v veleslalomu. V skupnem seštevku svetovnega pokala je bila najvišje na 30. mestu leta 1991, ko je bila tudi peta v veleslalomskem seštevku.